# Petter Otto Unge

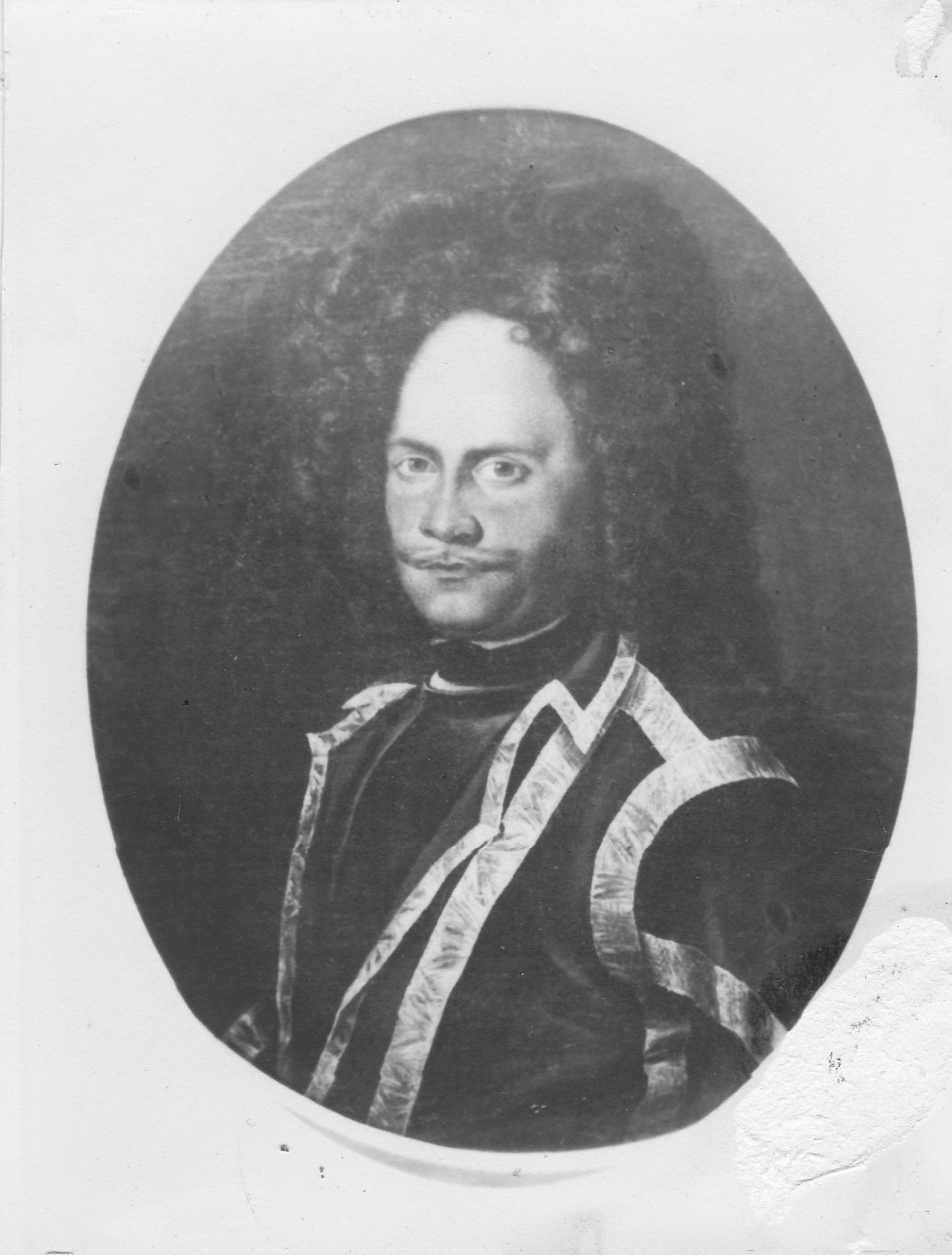
Petter_Otto_Unge

Petter Otto Unge, född 1670, död 1740, var överstelöjtnant, son till inspektor Olof Olofson Unge och Margareta Scheij.
Han var förste drabant vid Karl XII drabantkår, sedan korpral vid Livregementet till häst (det äldre). 12 juni 1701 blev han kvartermästare vid regementet. Petter Otto Unge deltog vid alla Karl XII-krig. 
Utnämnd 1703 till löjtnant och 1705 till ryttmästare på Carl Gustaf Kruses Upplands tremänningskavalleriregemente. Han deltog vid alla Karl XII:s krig och i de flesta större drabbningar. Efter slaget vid Poltava följde han kungen till Turkiet och deltog i kalabaliken vid Bender, även i försvaret av kungahuset. 1716 blev han major och 1719 avsked med överstelöjtnants karaktär. Han var många gånger svårt sårad. Hans son talar om hans genomskjutna kropp.
Sonen Petter, adlad "von Unge" 1763 på faderns och egna meriter.